# Ginandromorfismo

Aranha totalmente fêmea (Drassodes saccatus) com pedipalpo esquerdo masculino, um exemplo de ginandromorfismo em mosaico.

Um ginandromorfo é um organismo que contém características masculinas e femininas. O termo vem do grego γυνή (gynē), feminino, ἀνήρ (anēr), masculino e μορφή, forma, e é usado principalmente no campo da entomologia. Organismos ginandromórficos notáveis são borboletas, mariposas e outros insetos, em que ambos os tipos de partes do corpo podem ser distinguidos fisicamente devido ao dimorfismo sexual. Casos de ginandromorfismo também ocorrem em crustáceos, como lagostas e caranguejos, e também em algumas espécies de aves.

## Padrão de distribuição dos tecidos masculino e feminino
Ginandromorfos são indivíduos quiméricos, constituídos por tecidos geneticamente femininos e masculinos. Em cada célula ginandromórfica, o sexo genético é consistente com o fenótipo sexual, levando ao desenvolvimento de um individuo com partes femininas e masculinas.
Os principais tipos de ginandromorfos são:
- Bilaterais: as regiões feminina e masculina são divididas pela linha do plano médio.
- Polares: têm a região anterior de um sexo e a posterior do outro.
- Oblíquos: apresentam a região anterior e um lado corpo de um sexo, e a região posterior e o outro lado do outro sexo

A divisão entre os tecidos masculino e feminino vai depender do estágio do desenvolvimento no qual o ginandromorfismo foi estabelecido. A ginandromorfia bilateral surge muito cedo no desenvolvimento, geralmente quando o organismo tem entre 8 e 64 células.

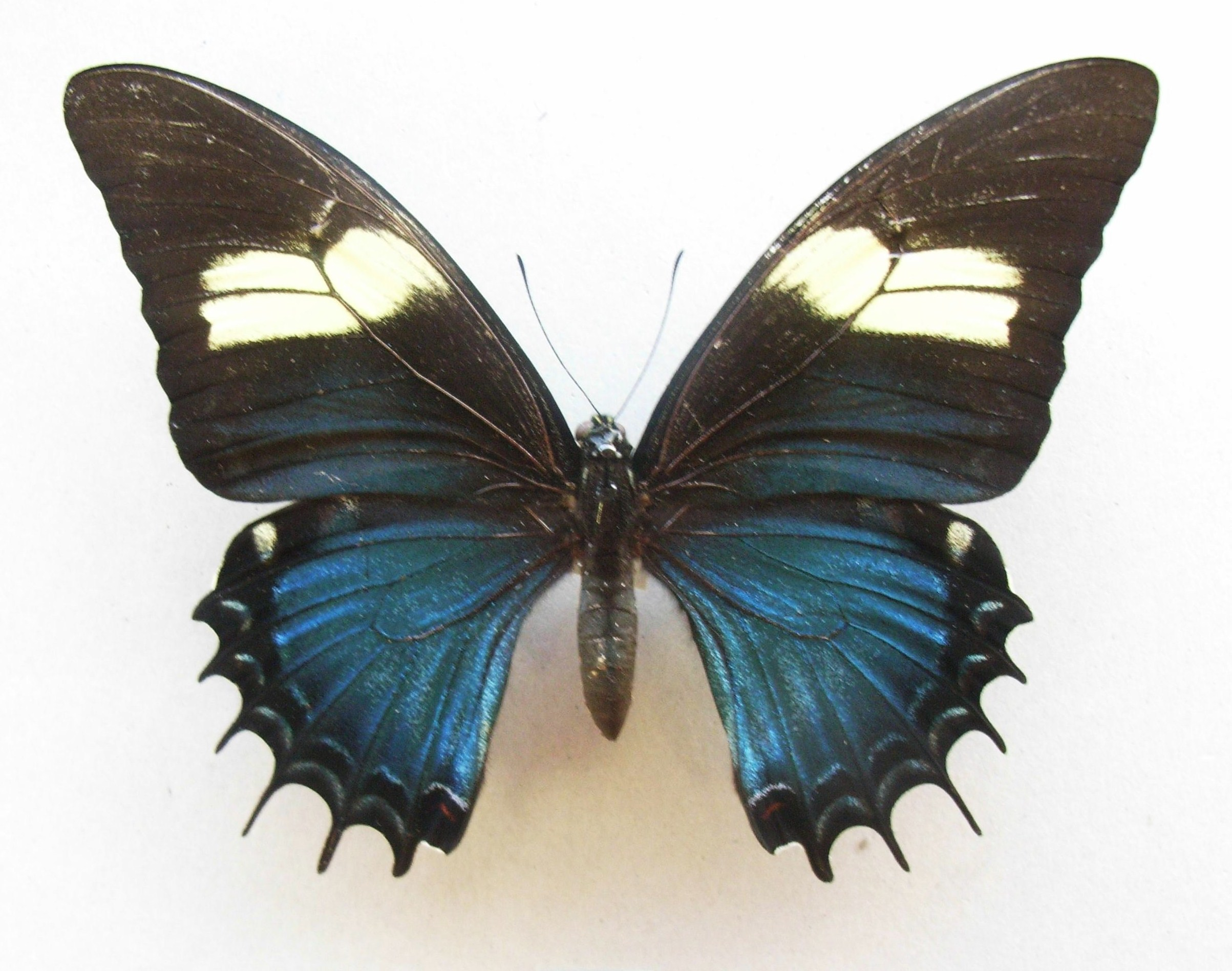
Fêmea normal de Papilio androgeus
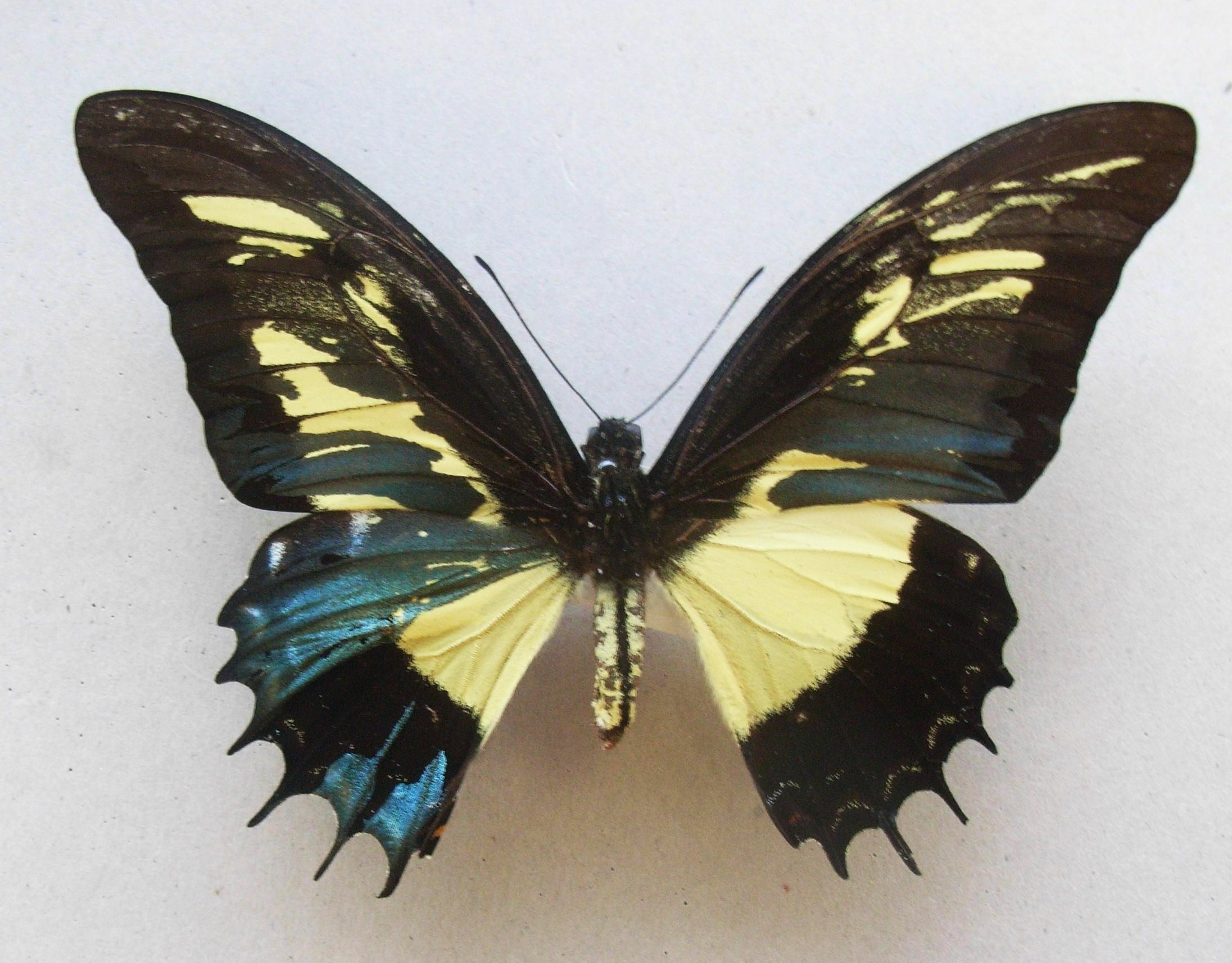
Mosaico ginandromorfo de Papilio androgeus
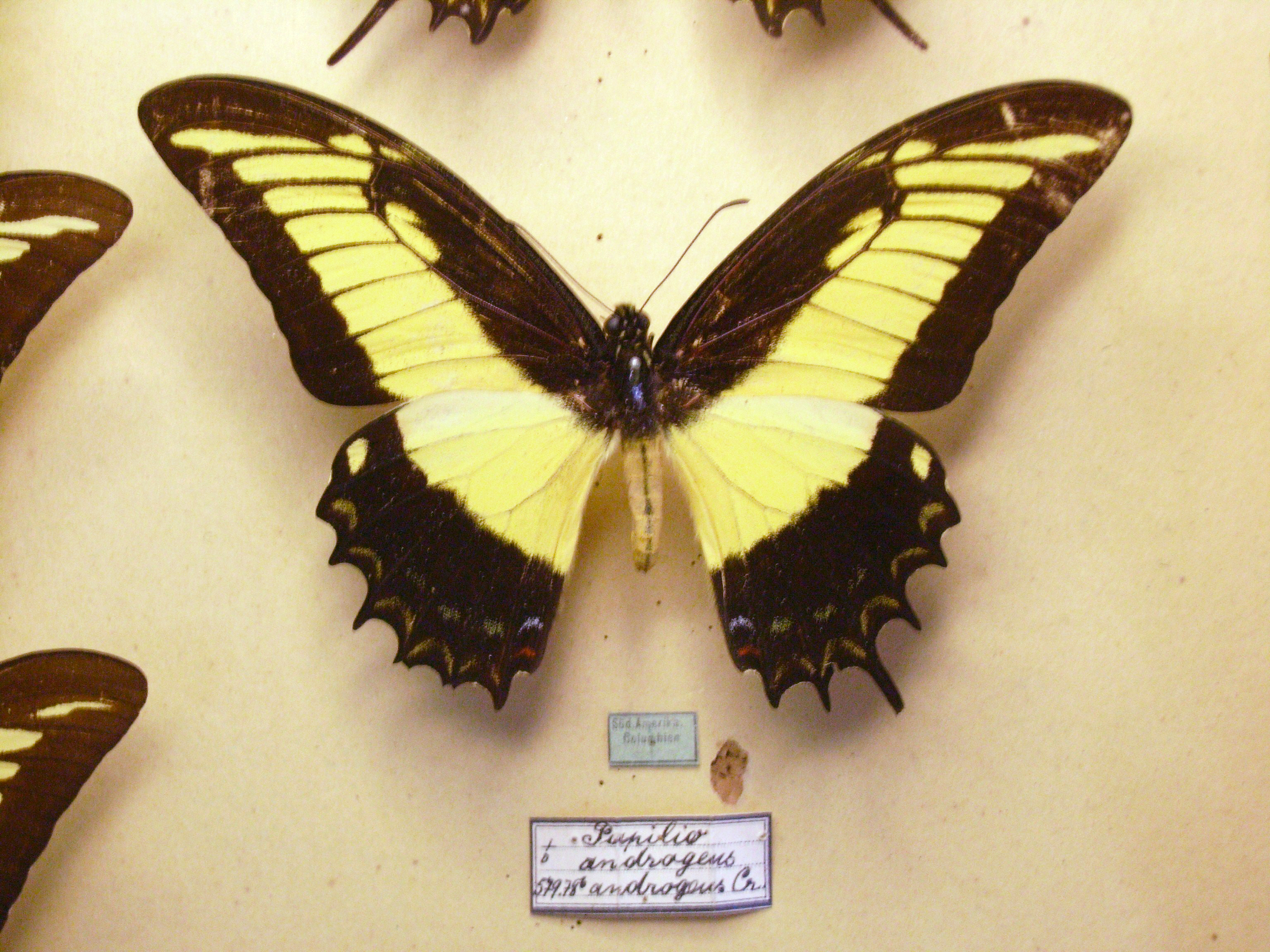
Macho normal de Papilio androgeus

## Causas
A causa desse fenômeno é tipicamente, mas nem sempre, um evento na mitose durante o desenvolvimento inicial. Embora o organismo contenha apenas algumas células, uma das células em divisão não divide seus cromossomos sexuais normalmente. Isso faz com que uma das duas células tenha cromossomos sexuais que causam o desenvolvimento masculino e a outra célula tenha cromossomos que causam o desenvolvimento feminino. Por exemplo, uma célula XY em mitose duplica seus cromossomos, tornando-se XXYY. Normalmente, essa célula se dividiria em duas células XY, mas em raras ocasiões a célula pode se dividir em uma célula X e uma célula XYY. Se isso acontecer no início do desenvolvimento, uma grande parte das células é X e uma grande parte é XYY. Como X e XYY ditam sexos diferentes, o organismo possui tecido feminino e tecido masculino.
A questão de como surge o ginandromorfismo é conflitante, dado que tal resposta vai depender de como se origina o dimorfismo sexual em cada grupo animal, o qual é resultante da integração de dois processos: determinação sexual e diferenciação sexual.

### Insetos
Em insetos, a determinação sexual é geralmente considerada um processo autônomo da célula, ou determinado individualmente por cada célula somática através de uma cascata gênica bem conhecida. Nesse caso, o ginandromorfismo surge a partir de uma distribuição desigual de cromossomos entre as células, devido a eventos que ocorrem nos estágios iniciais do desenvolvimento como:
- Perda ou dano do cromossomo sexual: tal evento é observado em Drosophila melanogaster, por exemplo, onde o macho é heterogamético, como em mamíferos (macho: XY; fêmea: XX), porém o cromossomo Y não desempenha nenhum papel na determinação sexual de D. melanogaster, sendo o número de cromossomos X em relação ao número de autossomos o fator inicial para a determinação sexual. Dessa forma, a perda de um cromossomo X durante a mitose nas clivagens iniciais do embrião resulta em indivíduos com células XX e X0. Logo, se a perda ocorrer durante a primeira clivagem, o embrião irá formar um indivíduo com 50% dos tecidos masculino e 50% feminino. Quanto mais tarde no desenvolvimento a perda ocorrer, menor será a parte masculina.[1]
- Ovos binucleados: um exemplo é o bicho da seda, onde os macho são homogaméticos (ZZ) e as fêmeas são heterogaméticas (ZW). Quando um ovo sofre divisão meiótica os cromossomos Z e W são separados, ficando um no ovo e o outro sendo descartado como corpúsculo polar. Se um corpúsculo polar é acidentalmente retido no ovo, ambos os núcleo podem ser fertilizados por espermas Z, resultando no desenvolvimento de um indivíduo com tecido masculino (ZZ) e feminino (ZW).[1] O surgimento de ginandromorfos em abelhas também se dá a partir de um ovo binucleado, no entanto os eventos de fertilização diferem desse do bicho da seda, uma vez que a determinação sexual é diferente.[1][11]

### Crustáceos
Em crustáceos existem registros de casos de ginandromorfos bilaterais, no entanto existe uma grande heterogeneidade de mecanismos de determinação sexual dentre os diversos grupos de crustáceos, os quais podem tanto ser autônomos da célula ou não controlados por características celulares intrínsecas, mas sim controlado por um sistema hormonal. Isso torna a busca pela resposta sobre como surgem os ginandromorfos em crustáceos ainda mais complexa.

### Aves
Em aves as fêmeas possuem cromossomos sexuais heteromórficos ZW, e os machos os homomórficos ZZ. Acreditava-se que era possível aplicar para as aves o modelo de determinação e diferenciação sexual observado em mamíferos, onde as diferenças fenotípicas entre machos e fêmeas é determinada por hormônios secretados pelas gônadas (i. e. as células e tecidos são inicialmente sexualmente indiferentes, sendo o dimorfismo sexual imposto pelo tipo de gônada desenvolvida). Nesse modelo os cromossomo sexuais e a atividade de genes na determinação sexual são relevantes apenas para a diferenciação das gônadas.
No entanto, a partir de estudos realizados com galinhas ginandromorfas, foi constatado que uma diferenciação sexual onde o fenótipo é principalmente determinado pelos hormônios gonadais, não se aplica para as aves. Embora as gônadas tenham uma influencia significante no fenótipo adulto, elas não ditam diferenças somáticas na mesma extensão que em mamíferos. Na verdade a determinação sexual é baseada nas células, o fenótipo depende da natureza sexual das células compondo os tecidos.
Os indivíduos ginandromorfos de galinha eram de fato quimeras de macho e fêmea, e o fenótipo ginandromórfico na parte masculina era devido as células somáticas ZZ, e na parte feminina as células eram ZW, isto é, as células possuíam uma identidade sexual inerente. A partir desse fato fica claro que a origem do ginandromorfismo não se deve a perda de um único cromossomo sexual durante os estágios iniciais do desenvolvimento como se pensava. Na verdade, passa a ser suportada a hipótese de que os ginandromorfos surgem como resultado de uma falha na extrusão de um corpúsculo polar durante a meiose, acompanhada da fertilização de ambos os pronúcleos femininos contendo os cromossomos sexuais Z e W em cada um.

### Mamíferos
O fato de não ocorrer ginandromorfos em mamíferos está provavelmente relacionado a como se dá os processos de determinação e diferenciação sexual em mamíferos. A determinação sexual consiste na determinação de qual gônada será formada, testículo ou ovário. A diferenciação sexual ocorre em resposta aos hormônios secretados pelas gônadas. Assim, o genótipo sexual é relevante apenas para as células gonadais, e as células não gonadais irão adotar o fenótipo sexual de acordo como os hormônios a que elas forem expostas, independente dos seus cromossomos sexuais.